# Cecylia Miśkowiakowa

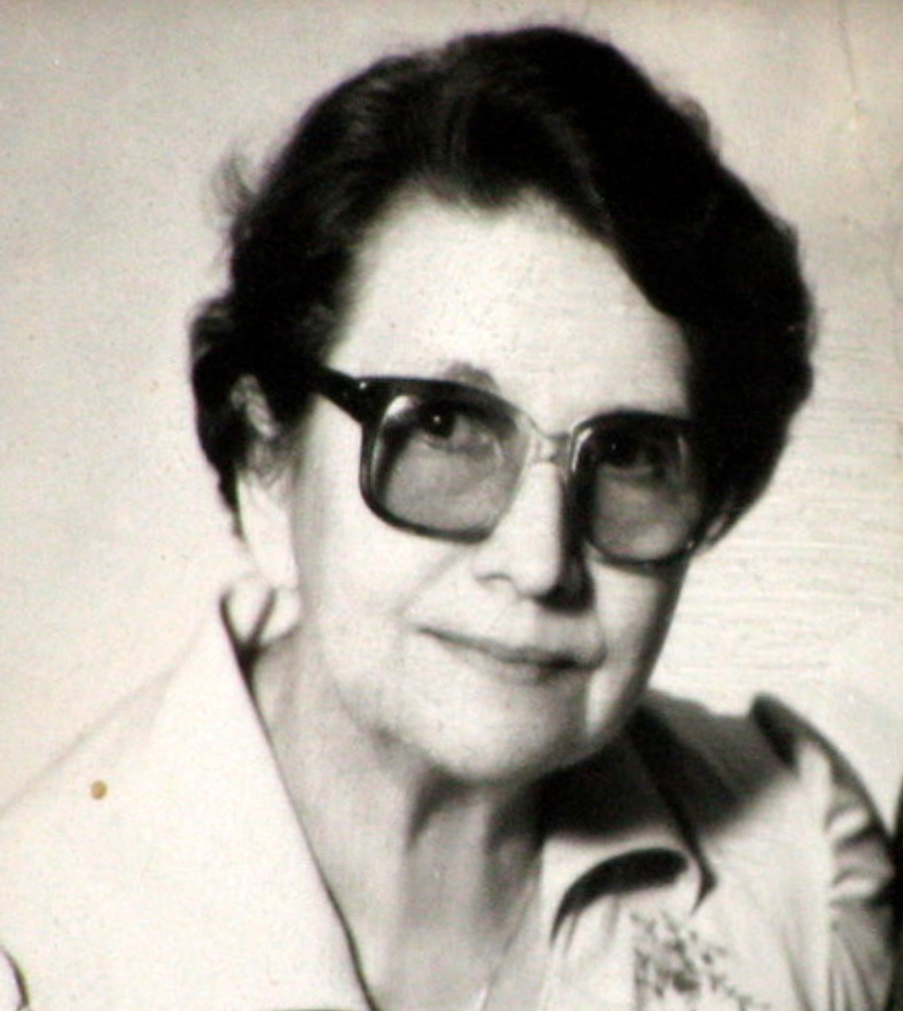
Cecylia Miskowiak

Cecylia Miśkowiakowa z domu Krajewska (ur. 6 listopada 1914 w Skulsku koło Konina, zm. 17 września 1987 w Słupcy) – polska nauczycielka, polonistka.

## Życiorys
Była córką Eugeniusza (urzędnika) i Pelagii z Bidzińskich. Nauki pobierała kolejno w szkole powszechnej w Skulsku (1921–1924), szkole wydziałowej w Inowrocławiu (1924–1925) i Państwowym Gimnazjum Żeńskiego im. Anny Jagiellonki w Kaliszu (1925–1932); po maturze zdanej w 1932 podjęła studia polonistyczne na Wydziale Humanistycznym Uniwersytetu Poznańskiego. Magisterium uzyskała w 1936 na podstawie pracy Ksiądz Jan Gorczyczewski. Szkic monograficzny, przygotowanej pod kierunkiem Romana Pollaka.
Do wybuchu II wojny światowej była nauczycielką szkół wielkopolskich; uczyła języka polskiego w Prywatnym Gimnazjum im. Najświętszego Serca Jezusowego w Poznaniu (1936–1938), potem w Gimnazjum i Liceum Ogólnokształcącym w Pleszewie. Lata wojenne przepracowała, już jako mężatka (wyszła za mąż tuż przed wybuchem wojny, 23 sierpnia 1939), w majątku ziemskim Nieświastów-Kazimierz Biskupi koło Konina, udzielając się jednocześnie w tajnym nauczaniu. Po wojnie była polonistką w Gimnazjum i Liceum Ogólnokształcącego w Słupcy (1945–1951 i 1962–1971) oraz w Wągrowcu (1951–1962). W 1971 przeszła na emeryturę.
Ogłosiła artykuł Z pracy Kółka Polonistycznego w Słupcy w latach 1945–1950 (w: Z doświadczeń nauczycieli wielkopolskich, Poznań 1960), w którym przedstawiła swoją wizję pracy nauczyciela-polonisty. Była zwolenniczką aktywnego udzielania się polonistów w życiu kulturalnym środowiska (co dotyczyło szczególnie mniejszych miejscowości, w których przyszło jej pracować), a także dbałości o zachowanie i popularyzowanie miejscowej twórczości ludowej. Jako utalentowany pedagog potrafiła na tyle zainteresować swoim przedmiotem uczniów, że wielu z nich wybrało również studia polonistyczne. W 1938 na łamach "Kroniki Miasta Poznania" ogłosiła skróconą wersję swojej pracy magisterskiej Ze studiów nad życiem i twórczością ks. Jana Gorczyczewskiego. Do osoby Gorczyczewskiego wróciła jeszcze raz po wojnie, zamieszczając (pod nazwiskiem panieńskim) poświęcony mu artykuł w Polskim słowniku biograficznym (tom VIII, 1959). 
Jej mężem był Jan Miśkowiak (1907–2000), również polonista i historyk literatury, przed wojną starszy asystent profesora Romana Pollaka na Uniwersytecie Poznańskim, po wojnie nauczyciel szkół w Słupcy i Wągrowcu, gdzie pracował razem z żoną (w tym w Słupcy - jako dyrektor). Miśkowiakowie mieli troje dzieci − synów Bogdana (ur. 1943) i Jerzego (ur. 1947) oraz córkę Barbarę (ur. 1951).
Cecylia Miśkowiakowa zmarła 17 września 1987 w Słupcy i pochowana została na tamtejszym cmentarzu parafialnym.